# Emília Antuerpiana de Nassau
Emília Antuerpiana de Nassau (em holandês: Emilia Antwerpiana; Antuérpia, 9 de dezembro de 1581 - Landsberg, 28 de setembro de 1657) foi a filha mais nova a nascer do terceiro casamento do príncipe Guilherme I de Orange com a duquesa Carlota de Bourbon.

## Biografia
Emília recebeu a alcunha de secunda ("a segunda") para a distinguir da sua meia-irmã mais velha, a condessa Emília. Mais tarde passou a ser conhecida simplesmente por Amália. Emília passou a infância entre as cortes de Haia e Delft ao cuidado da sua madrasta, a duquesa Luísa de Coligny.
Depois de a sua irmã Luísa Juliana se ter casado em 1593 com o príncipe-eleitor Frederico IV, Emília mudou-se com ela para Heidelberg.
A 4 de julho de 1616, casou-se em Landsberg com o conde palatino Frederico Casimiro do Palatinado-Zweibrücken-Landsberg. Em 1622, o casal fugiu para a Borgonha quando as tropas austríacas estavam prestes a cercar o seu castelo. Emília tinha recebido a sua propriedade em Borgonha do pai.
Nos anos subsequentes, a família teve de lidar com graves problemas financeiros em Borgonha. Entre 1633 e 1634, Emília renegociou a herança do pai com as cinco irmãs e o meio-irmão Frederico Henrique. Em 1638, Frederico Henrique pagou a parte das irmãs, mas estas, insatisfeitas com a soma, continuaram com as negociações durante mais cinco anos. Além desta herança, Emília também estava num julgamento em Paris onde reclamava o direito ao município de Mont Fort e Charny, da parte da mãe.
Depois de fazer também uma reclamação pela cidade de Antuérpia, Frederico Henrique propôs pagar apenas a soma em dinheiro à qual a meia-irmã tinha direito. Emília protestou numa carta em 1648, usando a sua profunda pobreza como justificação. Viúva desde 1645, Emília passou os seus últimos anos de vida na Borgonha.

## Descendência
1. Frederico (Friedrich) (14 de agosto de 1617 – 15 de agosto de 1617), morreu com um dia de idade;
2. Frederico Luís (Friedrich Ludwig) (27 de outubro de 1619 – 11 de abril de 1681), casado primeiro com a condessa Juliana Madalena de Zweibrücken; com descendência. Casado depois morganaticamente com Maria Elizabeth Hepp; com descendência.
3. Carlos Henrique (Karl Heinrich) (25 de julho de 1622 – 11 de junho de 1623); morreu com onze meses de idade.

## Genealogia
| Emília Antwerpiana de Nassau | Pai: Guilherme I de Orange | Avô paterno: Guilherme I de Nassau-Dillenburg | Bisavô paterno: João V de Nassau-Vianden-Dietz           |
| Emília Antwerpiana de Nassau | Pai: Guilherme I de Orange | Avô paterno: Guilherme I de Nassau-Dillenburg | Bisavó paterna: Isabel de Hesse-Marburg                  |
| Emília Antwerpiana de Nassau | Pai: Guilherme I de Orange | Avó paterna: Juliana de Stolberg              | Bisavô paterno: Bodo VIII de Stolberg-Wernigerode        |
| Emília Antwerpiana de Nassau | Pai: Guilherme I de Orange | Avó paterna: Juliana de Stolberg              | Bisavó paterna: Ana de Eppstein-Königstein               |
| Emília Antwerpiana de Nassau | Mãe: Carlota de Bourbon    | Avô materno: Luís, Duque de Montpensier       | Bisavô materno: Luís de La Roche-sur-Yon                 |
| Emília Antwerpiana de Nassau | Mãe: Carlota de Bourbon    | Avô materno: Luís, Duque de Montpensier       | Bisavó materna: Luísa de Bournon, duquesa de Montpensier |
| Emília Antwerpiana de Nassau | Mãe: Carlota de Bourbon    | Avó materna: Jaqueline de Longwy              | Bisavô materno: João IV de Longwy                        |
| Emília Antwerpiana de Nassau | Mãe: Carlota de Bourbon    | Avó materna: Jaqueline de Longwy              | Bisavó materna: Joana de Angoulême                       |